# Cwmbran Stadium
Das Cwmbran Stadium ist ein Fußballstadion mit Leichtathletikanlage in der walisischen Stadt Cwmbran, Vereinigtes Königreich. Es besitzt 10.500 Plätze (davon 2.200 Sitzplätze). In den 1970er und 1980er Jahren fanden dort internationale Leichtathletik-Meetings statt. Im Jahr 1974 bekam das Stadion eine Kunststoffbahn. Zwischen 2000 und 2002 wurde der Sport-Komplex für 5,6 Mio. £ (ca. 6,4 Mio. €) renoviert. Heute wird es hauptsächlich als Spielstätte von dem Fußballclub Cwmbran Town genutzt. Das Stadion ist Teil des Sportzentrums Cwmbran Stadium Sports Centre; die modernste Sportanlage in Torfaen. 
Zu dem Cwmbran Stadium Sports Centre gehören weitere Sportanlagen und Einrichtungen.
- Neue Leichtathletikanlage mit Wurf- und Sprunganlagen nach internationalen Maßstab
- Neues Flutlicht
- Kunstrasenplatz
- Hallenbad
- Bowlinganlage mit sechs Bahnen
- 25-Meter-Schwimmbecken
- Mehrere Sporthallen
- Tanz-Studio
- Squash-Court
- Fitness-Center
- Moderner Gesundheitsbereich mit Solarien; Sauna; Whirlpool und Dampfbad
- Physiotherapie-Raum
- Drei Gemeinschaft- und Konferenzräume
- Jugendzentrum und Kinderkrippe
- Café und Bar
- Kostenlose Parkplätze